# خلف‌بیگلوی سفلی
خلف‌بیگلوی سفلی یکی از روستاهای استان آذربایجان شرقی است که در دهستان گرمادوز شرقی بخش گرمادوز شهرستان خداآفرین واقع‌ شده‌است.